# Jim Jackson
Jim Jackson (Hernando, 1890 – Hernando, 1937) è stato un cantante e chitarrista statunitense di musica blues.
Cresciuto in una fattoria a Hernando nel Mississippi, Jackson apprese sin da ragazzino a suonare la chitarra. Intorno al 1905 cominciò a lavorare come cantante, ballerino e musicista nei medicine shows, dove collaborò con altri musicisti locali tra i quali Frank Stokes e Robert Wilkins. A partire dal 1915, e per tutti gli anni venti in maniera saltuaria, prese parte ai minstrel show tra cui Rabbit Foot Minstrels, di cui faceva parte anche Ma Rainey, e Silas Green Minstrel Show.
Parallelamente, quando non era impegnato in questi tour, si esibiva nei club della Beale Street a Memphis collaborando con Gus Cannon, Will Shade e Furry Lewis. Grazie anche alla sua conoscenza di un vasto repertorio di canzoni che spaziavano generi diversi come blues, canzoni popolari, ballate e pezzi vaudeville, Jackson raggiunse una tale popolarità che nel 1919 tenne un concerto al prestigioso Peabody Hotel a Memphis.
Nel 1927 il talent scout H.C. Speir lo spinse a firmare un contratto per la Vocalion Records. Il 10 ottobre di quello stesso anno incise a Chicago il pezzo Jim Jackson's Kansas City Blues, Parts 1 & 2 che divenne uno dei più celebri brani blues mai registrati. Tra il 1927 ed il 1930 registrò all'incirca cinquanta brani tra i quali Kansas City Blues, Parts 3 & 4, I'm Wild About My Lovin e I Heard the Voice of a Pork Chop. La popolarità acquisita gli permise nel 1929 di ottenere persino un ruolo nel film di King Vidor Hallelujah!.
Nel 1930, anno a cui risale la sua ultima registrazione, decise di stabilirsi nella natia Hernando; continuò ad esibirsi sino alla sua morte avvenuta nel 1937.